# Малфорд (Колорадо)
Малфорд (енгл. Mulford) насељено је место без административног статуса у америчкој савезној држави Колорадо.

## Демографија
По попису из 2010. године број становника је 174.
| Група             | 2000.    | 2010.       |
| Белци             | 0 (0,0%) | 155 (89,1%) |
| Афроамериканци    | 0 (0,0%) | 0 (0,0%)    |
| Азијати           | 0 (0,0%) | 1 (0,6%)    |
| Хиспаноамериканци | 0 (0,0%) | 13 (7,5%)   |
| Укупно            | 0        | 174         |